# Бюрель
Бюре́ль (фр. Burelles) — коммуна во Франции, находится в регионе Пикардия. Департамент коммуны — Эна. Входит в состав кантона Вервен. Округ коммуны — Вервен.
Код INSEE коммуны — 02136.

## Население
Население коммуны на 2010 год составляло 138 человек.
| 1962 | 1968 | 1975 | 1982 | 1990 | 1999 | 2010 |
| ---- | ---- | ---- | ---- | ---- | ---- | ---- |
| 208  | 199  | 175  | 171  | 182  | 154  | 138  |

## Экономика
В 2010 году среди 94 человек трудоспособного возраста (15—64 лет) 67 были экономически активными, 27 — неактивными (показатель активности — 71,3 %, в 1999 году было 63,0 %). Из 67 активных жителей работали 56 человек (31 мужчина и 25 женщин), безработных было 11 (6 мужчин и 5 женщин). Среди 27 неактивных 9 человек были учениками или студентами, 5 — пенсионерами, 13 были неактивными по другим причинам.